# 李薇 (1986年)
李薇（1986年6月—），河南永城人，汉族，无党派人士。中华人民共和国政治人物、第十三届全国人民代表大会江苏省代表。

## 生平
2018年，李薇被选为江苏省出席第十三届全国人民代表大会代表。